# League of Legends (dartscompetitie)
De Betfred.com League of Legends was eenmalig een prestigieuze dartscompetitie met deelnames van acht Engelse dartsgrootheden van weleer. Het evenement besloeg zeven speelavonden tussen 30 mei en 15 augustus 2008 en werd afgesloten met een play-offavond op 22 augustus in de Circus Tavern in Purfleet - het voormalige decor van het PDC World Darts Championship tussen 1994 en 2007.
Tot de grote publiekstrekkers behoorden Eric Bristow, Bobby George en Cliff Lazarenko. Overige deelnemers waren Bob Anderson, Keith Deller, Peter Evison, John Lowe en Dave Whitcombe. De Legends Tour werd in Groot-Brittannië uitgezonden door Setanta Sports. Jacques Nieuwlaat en Richard Ashdown fungeerden als de mastercallers van dienst.
Bob Anderson werd door de bookmakers getipt als favoriet voor de eindzege: 15-8 Bob Anderson, 3-1 Bobby George, 9-2 Keith Deller, 13-2 John Lowe, 8-1 Peter Evison, 10-1 Dave Whitcombe, 14-1 Eric Bristow en Cliff Lazarenko. Anderson maakte zijn status als favoriet waar en won de League of Legends na een 10-4-overwinning in de eindstrijd tegen Keith Deller.

## Opzet
Het competitieformat kende veelal overeenkomsten met de succesvolle Professional Darts Corporation Premier League Darts. Het verschil bestond daaruit dat de 'legends' speelden in een halve competitie en dientengevolge na zeven speelronden op de achtste avond de finale speelden. De vier hoogstgeklasseerde darters plaatsten zich voor de play-offs. Het spelformat over de zeven speelavonden was volgens een best of 12 legs, zodat de winnaar de darter is die als eerste zeven legs won, hoewel een 6-6 gelijkspel ook mogelijk was. In de halve finale werd vervolgens gespeeld over een best of 17 legs en de finale over een best of 19 legs. De vaste speelavond was vrijdag.

## Locaties en speeldata
De League of Legends had in 2008 de volgende data en locaties.
| Datum                   | Plaats         | Hal                      |
| ----------------------- | -------------- | ------------------------ |
| 30 mei                  | Purfleet       | Circus Tavern            |
| 20 juni                 | Blackburn      | King George's Hall       |
| 27 juni                 | Birmingham     | Hilton Hotel             |
| 18 juli                 | Batley         | Frontier Club            |
| 1 augustus              | Reading        | Rivermead Leisure Centre |
| 8 augustus              | Bridlington    | The Spa                  |
| 15 augustus             | Stoke-on-Trent | Town Hall                |
| 22 augustus (play-offs) | Purfleet       | Circus Tavern            |

## Deelnemersveld
Het deelnemersveld van de League of Legends, bestaande uit acht voormalige topdarters (waaronder vier Lakeside-wereldkampioenen) ziet er als volgt uit:
- Bob Anderson (wereldkampioen 1988; winnaar World Masters 1986, 1987, 1988)
- Eric Bristow (wereldkampioen 1980, 1981, 1984, 1985, 1986; winnaar World Masters 1977, 1979, 1981, 1983, 1984)
- Keith Deller (wereldkampioen 1983)
- Peter Evison (winnaar World Masters 1989; winnaar World Matchplay 1996)
- Bobby George (verliezend finalist wereldkampioenschap 1980, 1994)
- Cliff Lazarenko (halvefinalist wereldkampioenschap 1980, 1981, 1985, 1990; winnaar Brits Open 1980, 1984)
- John Lowe (wereldkampioen 1979, 1987, 1993; winnaar World Masters 1976, 1980)
- Dave Whitcombe (verliezend finalist wereldkampioenschap; winnaar World Masters 1982, 1985)

## Competitieverslag

### Round-robin

#### Eerste speelronde (Purfleet)
- Keith Deller (85,68) - Cliff Lazarenko (80,82) 7 - 5
- Bob Anderson (80,13) - Peter Evison (81,99) 6 - 6
- Dave Whitcombe (80,46) - John Lowe (76,47) 7 - 3
- Eric Bristow (74,67) - Bobby George (74,22) 7 - 5

#### Tweede speelronde (Blackburn)
- Dave Whitcombe (85,26) - Bobby George (79,26) 7 - 4
- Eric Bristow (68,94) - Cliff Lazarenko (78,75) 3 - 7
- Peter Evison (81,09) - Keith Deller (80,40) 7 - 5
- Bob Anderson (85,80) - John Lowe (78,60) 7 - 2

#### Derde speelronde (Birmingham)
- Bob Anderson (80,19) - Cliff Lazarenko (75,44) 7 - 2
- Keith Deller (78,12) - John Lowe (76,83) 7 - 4
- Eric Bristow (66,74) - Dave Whitcombe (82,86) 3 - 7
- Peter Evison (79,23) - Bobby George (83,31) 3 - 7

#### Vierde speelronde (Batley)
- John Lowe (72,00) - Peter Evison (82,32) 1 - 7
- Bob Anderson (80,01) - Dave Whitcombe (83,01) 6 - 6
- Bobby George (73,86) - Cliff Lazarenko (77,76) 3 - 7
- Eric Bristow (61,95) - Keith Deller (75,66) 1 - 7

#### Vijfde speelronde (Reading)
- Eric Bristow (73,32) - Peter Evison (77,10) 5 - 7
- Bobby George (75,69) - John Lowe (84,96) 2 - 7
- Bob Anderson (90,00) - Keith Deller (83,01) 7 - 3
- Cliff Lazarenko (72,93) - Dave Whitcombe (69,12) 7 - 4

#### Zesde speelronde (Bridlington)
- Bob Anderson (78,78) - Eric Bristow (65,16) 7 - 2
- Peter Evison (70,46) - Dave Whitcombe (71,58) 6 - 6
- Cliff Lazarenko (76,74) - John Lowe (72,33) 7 - 3
- Keith Deller (80,64) - Bobby George (77,52) 6 - 6

#### Zevende speelronde (Stoke-on-Trent)
- Peter Evison (84,12) - Cliff Lazarenko (78,78) 6 - 6
- Keith Deller (85,32) - Dave Whitcombe (84,21) 7 - 2
- Bob Anderson (84,63) - Bobby George (78,06) 6 - 6
- Eric Bristow (69,06) - John Lowe (90,63) 1 - 7

### Play-offs (Purfleet)

#### Halve finales:(best of 17 legs)
- Bob Anderson (83,85) - Peter Evison (82,68) 9 - 6
- Keith Deller (78,45) - Cliff Lazarenko (76,29) 9 - 4

#### Finale:(best of 19 legs)
- Bob Anderson (91,86) - Keith Deller (79,62) 10 - 4

## Stand
| Pos. | Naam            | Nat. | Wed. | Win. | Gel. | Ver. | ±   | Pnt. |
| ---- | --------------- | ---- | ---- | ---- | ---- | ---- | --- | ---- |
| 1    | Bob Anderson    | ENG  | 7    | 4    | 3    | 0    | +19 | 11   |
| 2    | Keith Deller    | ENG  | 7    | 4    | 1    | 2    | +10 | 9    |
| 3    | Cliff Lazarenko | ENG  | 7    | 4    | 1    | 2    | +8  | 9    |
| 4    | Peter Evison    | ENG  | 7    | 3    | 3    | 1    | +6  | 9    |
| 5    | Dave Whitcombe  | ENG  | 7    | 3    | 2    | 2    | +3  | 8    |
| 6    | Bobby George    | ENG  | 7    | 1    | 2    | 4    | −10 | 4    |
| 7    | John Lowe       | ENG  | 7    | 2    | 0    | 5    | −11 | 4    |
| 8    | Eric Bristow    | ENG  | 7    | 1    | 0    | 6    | −25 | 2    |

Nummers 1 t/m 4 plaatsen zich voor de play-offs op vrijdag 22 augustus in Purfleet.

## Play-offs
| Ronde        | Naam         | Uitslag | Naam            |
| ------------ | ------------ | ------- | --------------- |
| Halve Finale | Bob Anderson | 9 - 6   | Peter Evison    |
| Halve Finale | Keith Deller | 9 - 4   | Cliff Lazarenko |
| Finale       | Bob Anderson | 10 - 4  | Keith Deller    |

## Prijzengeld
- £90,000
  - Winnaar £15,000
  - Runner-up £13,000
  - Halvefinalisten £11,000 (ieder)
  - Groepsfase (5-8) £10,000 (ieder)